# José Carlos Pinto
José Carlos Pinto Samayoa (ur. 16 czerwca 1993 w San Luis Jilotepeque) – gwatemalski piłkarz występujący na pozycji środkowego obrońcy, reprezentant Gwatemali, od 2022 roku zawodnik Comunicaciones.
Profesjonalnym piłkarzem był również jego wuj Manuel Vásquez (zawodnik m.in. Jalapy i Mictlán).

## Kariera klubowa
Pinto pochodzi z miasteczka San Luis Jilotepeque w departamencie Jalapa. Jego rodzice byli rolnikami oraz prowadzili hodowle zwierząt. Ma dwóch braci i dwie siostry. Treningi piłkarskie zaczynał w młodzieżowym zespole Moscos, a następnie trenował w akademii klubu Deportivo Jalapa. Początkowo występował na pozycji środkowego pomocnika i dopiero później przekwalifikowano go na środkowego obrońcę. Jako nastolatek przeniósł się do miasta Chiquimula, by ukończyć tam szkołę średnią. Po pomyślnie zdanych testach dołączył do tamtejszej drugoligowej drużyny CSD Sacachispas, w której zadebiutował w wieku 15 lat. Wywalczył z nią mistrzostwo drugiej ligi (Clausura 2010), lecz wobec porażki w barażu nie udało mu się awansować na najwyższy szczebel. Później został sprowadzony przez Adána Paniaguę, swojego byłego trenera z Sacachispas, do innego drugoligowca, Deportivo San Pedro.
Podczas gry w drugiej lidze Pinto miał oferty z pierwszoligowych Deportivo Mictlán i CD Heredia, lecz za namową rodziców zdecydował się pozostać w Chiquimuli i ukończyć szkołę średnią. Ostatecznie trafił do Deportivo Malacateco, w którego barwach zadebiutował w gwatemalskiej Liga Nacional 15 stycznia 2012 w przegranym 0:2 spotkaniu z Juventudem Retalteca. Po dwóch latach w Malacateco przeniósł się do krajowego potentata CSD Municipal, z którym zdobył trzy z rzędu wicemistrzostwa Gwatemali (Clausura 2014, Apertura 2014, Clausura 2015). Nie miał jednak mocnej pozycji w składzie, wobec czego nie przyjął oferty przedłużenia kontraktu.
W lipcu 2015 Pinto odszedł do niżej notowanego Antigua GFC. Jego barwy reprezentował przez pięć lat, zdobywając cztery mistrzostwa Gwatemali, pierwsze w historii klubu (Apertura 2015, Apertura 2016, Apertura 2017, Clausura 2019) oraz jedno wicemistrzostwo (Apertura 2019). Był czołowym piłkarzem drużyny prowadzonej najpierw przez Mauricio Tapię, a następnie przez Antonio Torresa Servína, a gwatemalskie media określały go jako „serce defensywy”. Premierowego gola w lidze strzelił 14 lutego 2018 w wygranym 3:2 meczu z Municipalem. Przez ostatni rok pełnił rolę kapitana zespołu, przejmując tę funkcję po José Manuelu Contrerasie. Nie doszedł z Antiguą do porozumienia w kwestii przedłużenia kontraktu.
W czerwcu 2020 Pinto jako wolny zawodnik przeszedł do Comunicaciones FC.

## Kariera reprezentacyjna
W lipcu 2012 Pinto w barwach reprezentacji Gwatemali U-20 rozegrał obydwa mecze w nieudanych dla Gwatemalczyków kwalifikacjach do Mistrzostw CONCACAF U-20. Ponadto po spotkaniu z Panamą (0:1) za udział w pomeczowej bójce został zdyskwalifikowany przez UNCAF na 6 meczów międzypaństwowych. 
W sierpniu 2015 Pinto znalazł się w ogłoszonym przez Carlosa Ruiza składzie reprezentacji Gwatemali U-23 na środkowoamerykańskie preeliminacje do Igrzysk Olimpijskich w Rio de Janeiro. Jego zespół uległ w barażowym dwumeczu Kostaryce (0:0, 0:1) i odpadł z dalszej rywalizacji.
Pierwsze powołanie do seniorskiej reprezentacji Gwatemali Pinto otrzymał w sierpniu 2015 od selekcjonera Ivána Franco Sopegno na mecz towarzyski z USA (0:4). Zadebiutował w niej jednak dopiero za kadencji Waltera Claverí, 28 maja 2016 w przegranym 1:7 sparingu z Armenią.